# Hadrianus I
Hadrianus I, född i Rom, död 25 december 795, var påve från den 1 februari 772 till sin död, 25 december 795. Fram till Pius VI hade han det längsta pontifikatet i historien.

## Biografi

### Tidiga år och utnämningen till Påve
Hadrianus tillhörde den romerska adeln, och släkten var grevar av Tusculum. Han var son till Teodato consul, dux et primicerius Sanctae Romanae Ecclesiae, och bror till Alberiko, marchio et consul tusculanus princeps potentissimus, som i sin tur var farfar till Hadrianus III. Innan han blev påve levde han ett så fromt liv att det ansågs sakna motstycke under tidens hårda villkor, och hade tjänat påvarna Paulus I och Stefan IV så förtjänstfullt, att han hade skaffat sig ett så starkt stöd hos sina landsmän att den mäktige kanslern Paulus Afiarta, som representerade langobardernas kung Desiderius i Rom, stod maktlös inför prästerskapets och folkets enhälliga röster att Hadrianus skulle uppstiga på påvestolen. Han tillträdde omkring den 1 februari 772.

### Strider med langobarder
Den nye påvens världsliga politik var från första början tydligt definierad och från den avvek han inte. Huvudfrågan var att han skulle hålla stadigt motstånd mot langobardernas aggressionshandlingar. Han släppte fångar fria och återkallade landsflyktiga, vilka samtliga lidit under kanslern. När han fick veta att Afiarta låtit avrätta en hög tjänsteman vid det påvliga hovet medan han satt fängslad, beordrade han att han skulle arresteras, en händelse som inträffade samtidigt som Afiarta återkom från Desiderius ambassad och där gått ed på att han skulle föra Hadrianus inför langobardisk domstol, om han så skulle ta dit honom i bojor.
Tiden verkade mogen för att lägga hela Italien under langobardisk överhöghet, och Desiderius ambitioner hade troligen uppnåtts om det inte hade varit för Hadrianus och Karl den store. Utikterna om frankisk inblandning syntes små. Langobarderna höll passagerna i Alperna, och Karl var överhopad med svårigheter från kriget mot sachsarna. Att Karloman I:s änka Gerberga befann sig i Pavia med deras två söner, vars arv Karl hade annekterat vid Karlomans död, borgade ytterligare för att tillfället var utmärkt för att skapa missnöje hos frankerna, om bara påven kunde förmås att offentligt erkänna barnens rätt som arvingar till faderns tron.
I stället för lydnad hade Hadrianus beslutat sig för motstånd. Han stärkte Roms befästningar, kallade invånarna till att bistå deras milis i omgivningen, och, medan langobarderna närmade sig, kallade till sig Karl att skynda sig att försvara deras gemensamma intressen. Kriget med sachsarna låg för stunden nere, varmed Karl var fri att handla. Han korsade Alperna hösten 773, intog Verona, där Gerberga och hennes söner sökt tillflykt, och stormade Desiderius i hans huvudstad. Följande vår fortsatte han till Rom med ett starkt detachement, medan armén lämnades i Pavia för att utföra belägringen. I Rom skulle han fira påsk vid apostlarnas gravar. 

### Påvestaten grundläggs
Karl ankom på lördagen och togs emot av Hadrianus och romarna under högtidliga former. De följande tre dagarna ägnades åt religiösa riter, onsdagen därpå till statsangelägenheter. Det varaktiga resultatet av detta historiska möte var den berömda "Karl den stores donation", vilken i elva århundraden skulle vara påvarnas statsförfattning för Kyrkostaten. Nominellt var Hadrianus därmed monark över två tredjedelar av den italienska halvön, men hans reella inflytande var ytterst litet mer än nominellt. De påvliga anspråken från donationen kunde inte hävdas över en stor del av det utlovade territoriet. Karl var tvungen att göra fler fälttåg över Alperna.
Man kan fråga sig varför frankernas kung utsatte sig för detta i påvens sak. Det kan inte förklaras på annat sätt än att det var Hadrianus personliga inflytande; Karl hyste djup beundran för påven, och under resten av sitt liv skulle han kalla honom sin fader och bästa vän. Utan Hadrianus politiska talang hade aldrig Kyrkostaten, och därmed påvens världsliga makt, blivit något annat än en fantasiprodukt.
Efter att Desiderius tvingats ge sig satte Karl langobardernas krona på sitt huvud. Uppenbarligen hade förhandlingar om detta redan förts i Rom, för Karls ställning förändrades fullständigt genom denna händelse. Den forne skyddsherren hade blivit en granne, arvtagare till de langobardiska anspråken på Italien. Det visade sig redan då ärkebiskop Leo av Ravenna företog sig att – tydligen med Karls goda minne – grunda ett slags egen kyrkostat. Först när Leo dog år 777 var faran över, men då krävde Karl att få medverka vid återbesättandet av det viktiga ämbetet. På samma sätt som Ravenna uppträdde Spoleto självständigt gentemot påven, som försökte framhålla sina rättigheter över mellersta Italien och Korsica. Trots sådana motsättningar förblev dock samförståndet mellan den andliga och världsliga makten tämligen gott. Påsken 781 vistades Karl åter i Rom med sin familj och lät där döpa den yngste sonen Pippin och smörja och kröna honom tillsammans med den äldre sonen Ludvig, samt fira sin dotters giftermål. Påve och kung kom överens om att de skulle understödja varandra, och att kungen skulle tillmötesgå påvens världsliga önskemål inom rimliga gränser.

### Kyrkopolitik
Den kyrkliga politiken sammanhängde med den världsliga. I Spanien hade en ny lärostrid uppstått, den adoptianska, genom läran att Kristus endast till sin gudomliga natur är Guds son, men till sin mänskliga hans adoptivson. Hadrianus krävde ett obetingat fasthållande vid den katolska kyrkans lära. Grekerna gjorde under änkekejsarinnan Irene ett försök till närmande som ledde till konciliet i Nicaea år 787, det första allmänneliga efter de stora förändringarna i det östromerska riket. Konciliet erkände påvens överhöghet och återupplivade tillbedjandet av helgonen och deras bilder.

### Sista år och död
Annars var Hadrianius sista år ganska orosfyllda. Karls övermakt gjorde sig alltmer kännbar. Det uppstod ett parti av hovteologer som antagligen leddes av Alkuin och Angilbert, abbot i Saint-Riquier. Detta parti framträdde redan under bekämpandet av adoptianismen, som företrädesvis skedde på frankiska rikssynoder. Ännu mer avgörande var de överläggningar som följde på riksdagen i Frankfurt och var riktade mot konciliebesluten i Nicaea. Påven hade sedan ingen annan utväg än att så gott han kunde försvara sin ställning i fråga om kyrkoläran, medan han i politiken understödde frankerna. Han hade ingen framgång – ännu förkastades länge bilddyrkan på de frankiska synoderna. Förhållandena tillspetsade sig också genom ett rykte som gick ut på att den engelske kungen Offa hade gett Karl rådet att avsätta Hadrianus och istället utse en påve av frankisk härstamning.
I full besittning av sin makt avled Hadrianus dock på juldagen 795. Han sörjdes i hela den kända världen och begravdes i Peterskyrkan. Det sägs att Karl den store lät skriva hans epitaf, och den finns fortfarande att läsa. Huvudkällorna till hans biografi är Liber Pontificalis, och hans brev till Karl, vilka samlades av mottagaren i Codex Carolinus. Moderna historikers inställning till Hadrianus är ofta präglade av deras inställning till att påvar utövar värdlig makt, något som Hadrianus måste sägas ha grundat.

## Eftermäle
Hadrianus I:s regering kan i betydelse jämföras med Gregorius den stores. I Östern och Västern återställdes freden inom kyrkan, i Norden utbreddes kristendomen, och en betydande stat grundades i Italien – den största vid sidan av den langobardisk-frankiska. Rom blev åter huvudstad och pryddes av påven med praktfulla byggnader: Liber Pontificalis berättar att Hadrianus spenderade ofattbart stora summor pengar på att försköna Rom. Lateranen utgjorde den egentliga medelpunkten för det kyrkligt-politiska livet. Redan under Stefan III räknade man sju kardinalbiskopar, och nu uppkom sannolikt ordo romanus för att reglera den romerska gudstjänsten. Vid sidan av Laterankyrkan reste sig det påvliga palatset med pelare och bildverk. Här uppstod en formlig hovstat med noggrann rangordning.
Hadrianus skrev stolt till Karl att påvestolen hade makt att lösa och binda, och att dess innehavare var världens överhuvud. Hittills hade det påvliga kansliet räknat efter kejsarens regeringsår, men nu inleddes i stället skrivelserna i Trefaldighetens namn med datering efter påvens regeringsår. Diplomatiskt betydde detta att påven inte längre erkände någon annan herre än Gud.